# Lista de ministros da Educação de Portugal

Bandeira de ministro de Portugal

Fernando Alexandre, atual ministro da Educação, Ciência e Inovação.

Esta é uma lista de ministros da Educação de Portugal bem como dos seus antecessores, os ministros da Instrução Pública, entre a primeira criação do cargo a 22 de junho de 1870, durante a Monarquia Constitucional e a atualidade. A lista cobre a Monarquia Constitucional (1830–1910), a Primeira República (1910–1926), o período ditatorial da Ditadura Militar, Ditadura Nacional e Estado Novo (1926–1974) e o atual período democrático (1974–atualidade).

## Designação
Em Portugal o ministério responsável pelos assuntos da Educação tem mudado diversas vezes de nome, em resultado das mudanças políticas e constitucionais e em resultado da agregação ou não de matérias conexas, como a cultura, o ensino superior, a investigação científica ou o desporto. A lista que se segue foi compilada utilizando a nomenclatura do ministério usada em cada uma das épocas, assinalando-se as mudanças constitucionais ocorridas.
Entre 1870 e o presente, o atual cargo de ministro da Educação teve as seguintes designações:
- Ministro e secretário de Estado dos Negócios da Instrução Pública', sendo usuais as designações Ministro e secretário de Estado da Instrução Pública ou apenas Ministro da Instrução Pública — designação (ou designações) usadas entre 22 de junho de 1870 e 27 de dezembro de 1870, apesar do último ministro ter apenas sido exonerado no dia 31 de dezembro de 1870;
- Ministro e secretário de Estado dos Negócios da Instrução Pública e Belas Artes, sendo usuais as designações Ministro e secretário de Estado da Instrução Pública e Belas Artes ou apenas Ministro da Instrução Pública e Belas Artes — designação usada entre 5 de abril de 1890 e 3 de março de 1892;
- Ministro da Instrução Pública — designação usada entre 7 de julho de 1913 e 15 de julho de 1918;
- Secretário de Estado da Instrução Pública — designação usada entre 15 de maio de 1918 e 16 de dezembro de 1918;
- Ministro da Instrução Pública — designação usada entre 16 de dezembro de 1918 e 11 de abril de 1936;
- Ministro da Educação Nacional — designação usada entre 11 de abril de 1936 e 25 de abril de 1974;
- Ministro da Educação e Cultura — designação usada entre 16 de maio de 1974 e 19 de setembro de 1975;
- Ministro da Educação e Investigação Científica — designação usada entre 19 de setembro de 1975 e 30 de janeiro de 1978;
- Ministro da Educação e Cultura — designação usada entre 30 de janeiro de 1978 e 22 de novembro de 1978;
- Ministro da Educação e Investigação Científica — designação usada entre 22 de novembro de 1978 e 1 de agosto de 1979;
- Ministro da Educação — designação usada entre 1 de agosto de 1979 e 3 de janeiro de 1980;
- Ministro da Educação e Ciência — designação usada entre 3 de janeiro de 1980 e 4 de setembro de 1981;
- Ministro da Educação e das Universidades — designação usada entre 4 de setembro de 1981 e 9 de junho de 1983;
- Ministro da Educação — designação usada entre 9 de junho de 1983 e 6 de novembro de 1985;
- Ministro da Educação e Cultura — designação usada entre 6 de novembro de 1985 a 17 de agosto de 1987;
- Ministro da Educação — designação usada entre 17 de agosto de 1987 e 21 de junho de 2011;
- Ministro da Educação e Ciência — designação usada entre 21 de junho de 2011 e 26 de novembro de 2015;
- Ministro da Educação — designação usada entre 26 de novembro de 2015 e 2 de abril de 2024;
- Ministro da Educação, Ciência e Inovação — designação usada desde 2 de abril de 2024.

## Numeração
Para efeitos de contagem, regra geral, não contam os ministros interinos em substituição de um ministro vivo e em funções. Já nos casos em que o cargo é ocupado interinamente, mas não havendo um ministro efetivamente em funções, o ministro interino conta para a numeração. Os casos em que o ministro não chega a tomar posse não são contabilizados. Os períodos em que o cargo foi ocupado por órgãos coletivos também não contam na numeração desta lista.
São contabilizados os períodos em que o ministro esteve no cargo ininterruptamente, não contando se este serve mais do que um mandato consecutivo, e não contando ministros provisórios durante os respetivos mandatos. Ministros que sirvam em períodos distintos são, obviamente, distinguidos numericamente. No caso de Joaquim José Oliveira, cujo mandato foi interrompido pelo do não empossado Afonso Pinto Veloso, sendo no próprio dia reconduzido no cargo, conta apenas como uma passagem pelo ministério.

## Lista
Legenda de cores

(para partidos e correntes políticas)
| Monarquia Constitucional (1830–1834)     | |                         |                         |                         |         |                                                                                       |
| #                                        | Ministro e secretário de Estado dos Negócios da Instrução Pública (Nascimento–Morte) | Retrato                 | Início do mandato       | Fim do mandato          | Governo | Governo                                                                               |
| 1                                        | D. António da Costa de Sousa de Macedo (1824–1892) |                         | 22 de junho de 1870     | 29 de agosto de 1870    |         | XXXI Saldanha                                                                         |
| 2                                        | D. António Alves Martins (interino) (1808–1882) |                         | 29 de agosto de 1870    | 30 de agosto de 1870    |         | XXXII Sá da Bandeira                                                                  |
| –                                        | Carlos Bento da Silva (interino) (1812–1891) |                         | 30 de agosto de 1870    | 1 de setembro de 1870   |         | XXXII Sá da Bandeira                                                                  |
| –                                        | D. António Alves Martins (interino; continuação) (1808–1882) |                         | 1 de setembro de 1870   | 31 de dezembro de 1870  |         | XXXII Sá da Bandeira                                                                  |
| –                                        | D. António Alves Martins (interino; continuação) (1808–1882) | XXXIII Ávila            | 1 de setembro de 1870   | 31 de dezembro de 1870  |         |                                                                                       |
| #                                        | Ministro e secretário de Estado dos Negócios da Instrução Pública e Belas Artes (Nascimento–Morte) | Retrato                 | Início do mandato       | Fim do mandato          | Governo | Governo                                                                               |
| 3                                        | João Marcelino Arroio (1861–1930) |                         | 5 de abril de 1890      | 13 de outubro de 1890   |         | XLII Serpa                                                                            |
| 4                                        | António Cândido Ribeiro da Costa (interino) (1850–1922) |                         | 13 de outubro de 1890   | 21 de maio de 1891      |         | XLIII Crisóstomo                                                                      |
| 5                                        | Lopo Vaz de Sampaio e Melo (interino) (1848–1892) |                         | 21 de maio de 1891      | 7 de julho de 1891      |         | XLIV Crisóstomo                                                                       |
| –                                        | João Ferreira Franco Pinto Castelo Branco (interino) (1855–1929) |                         | 7 de julho de 1891      | 14 de novembro de 1891  |         | XLIV Crisóstomo                                                                       |
| –                                        | Lopo Vaz de Sampaio e Melo (interino; continuação) (1848–1892) |                         | 14 de novembro de 1891  | 17 de janeiro de 1892   |         | XLIV Crisóstomo                                                                       |
| 6                                        | José Dias Ferreira (interino) (1837–1907) |                         | 17 de janeiro de 1892   | 3 de março de 1892      |         | XLV Dias Ferreira                                                                     |
| Primeira República (1911–1926)           | |                         |                         |                         |         |                                                                                       |
| #                                        | Ministro da Instrução Pública (Nascimento–Morte) | Retrato                 | Início do mandato       | Fim do mandato          | Governo | Governo                                                                               |
| 7                                        | António Joaquim de Sousa Júnior (1871–1938) |                         | 7 de julho de 1913      | 9 de fevereiro de 1914  |         | V Costa                                                                               |
| 8                                        | José de Matos Sobral Cid (1877–1941) |                         | 9 de fevereiro de 1914  | 12 de dezembro de 1914  |         | VI Machado                                                                            |
| 8                                        | José de Matos Sobral Cid (1877–1941) | VII Machado             | 9 de fevereiro de 1914  | 12 de dezembro de 1914  |         |                                                                                       |
| 9                                        | Frederico António Ferreira de Simas (1872–1945) |                         | 12 de dezembro de 1914  | 25 de janeiro de 1915   |         | VIII Azevedo Coutinho                                                                 |
| 10                                       | José Joaquim Pereira Pimenta de Castro (interino) (1846–1918) |                         | 25 de janeiro de 1915   | 28 de janeiro de 1915   |         | IX Pimenta de Castro                                                                  |
| 11                                       | Manuel Goulart de Medeiros (1861–1947) |                         | 28 de janeiro de 1915   | 14 de maio de 1915      |         | IX Pimenta de Castro                                                                  |
| –                                        | Junta Constitucional composta por: José Maria Mendes Ribeiro Norton de Matos António Maria da Silva José de Freitas Ribeiro Alfredo Ernesto de Sá Cardoso Álvaro Xavier de Castro                                                               |                         | 14 de maio de 1915      | 15 de maio de 1915      |         | ——                                                                                    |
| –                                        | José Augusto Soares Ribeiro de Castro (não empossado) (1848–1929) |                         | 15 de maio de 1915      | 17 de maio de 1915      |         | X Chagas (até 29 mai. 1915) (não empossado) J. Castro (desde 17 mai. 1915) (interino) |
| 12                                       | Sebastião de Magalhães Lima (1850–1928) |                         | 17 de maio de 1915      | 14 de junho de 1915     |         | X Chagas (até 29 mai. 1915) (não empossado) J. Castro (desde 17 mai. 1915) (interino) |
| –                                        | José Augusto Soares Ribeiro de Castro (interino) (1848–1929) |                         | 14 de junho de 1915     | 19 de junho de 1915     |         | X Chagas (até 29 mai. 1915) (não empossado) J. Castro (desde 17 mai. 1915) (interino) |
| 13                                       | João Lopes da Silva Martins Júnior (1866–1945) |                         | 19 de junho de 1915     | 29 de novembro de 1915  |         | XI J. Castro                                                                          |
| 14                                       | Frederico António Ferreira de Simas (2.ª vez) (1872–1945) |                         | 29 de novembro de 1915  | 15 de março de 1916     |         | XII Costa                                                                             |
| 15                                       | Joaquim Pedro Martins (1875–1939) |                         | 15 de março de 1916     | 28 de junho de 1916     |         | XIII Almeida                                                                          |
| –                                        | António José de Almeida (interino) (1866–1929) |                         | 28 de junho de 1916     | 12 de julho de 1916     |         | XIII Almeida                                                                          |
| –                                        | Joaquim Pedro Martins (continuação) (1875–1939) |                         | 12 de julho de 1916     | 25 de abril de 1917     |         | XIII Almeida                                                                          |
| 16                                       | José Maria Vilhena Barbosa de Magalhães (1879–1959) |                         | 25 de abril de 1917     | 15 de setembro de 1917  |         | XIV Costa                                                                             |
| –                                        | Artur Rodrigues de Almeida Ribeiro (interino) (1865–1943) |                         | 15 de setembro de 1917  | 25 de outubro de 1917   |         | XIV Costa                                                                             |
| –                                        | José Maria Vilhena Barbosa de Magalhães (continuação) (1879–1959) |                         | 25 de outubro de 1917   | 8 de dezembro de 1917   |         | XIV Costa                                                                             |
| –                                        | Junta Revolucionária composta por: Sidónio Bernardino Cardoso da Silva Pais (Presidente) António Maria de Azevedo Machado Santos (Vogal) José Feliciano da Costa Júnior (Vogal)                                                                 |                         | 8 de dezembro de 1917   | 11 de dezembro de 1917  |         | ——                                                                                    |
| 17                                       | José Alfredo Mendes de Magalhães (1870–1957) |                         | 11 de dezembro de 1917  | 15 de maio de 1918      |         | XV Pais                                                                               |
| #                                        | Secretário de Estado da Instrução Pública (Nascimento–Morte) | Retrato                 | Início do mandato       | Fim do mandato          | Governo | Governo                                                                               |
| –                                        | José Alfredo Mendes de Magalhães (continuação) (1870–1957) |                         | 15 de maio de 1918      | 16 de dezembro de 1918  |         | XVI Pais (até 14 dez. 1918) Canto e Castro (desde 15 dez. 1918)                       |
| #                                        | Ministro da Instrução Pública (Nascimento–Morte) | Retrato                 | Início do mandato       | Fim do mandato          | Governo | Governo                                                                               |
| –                                        | José Alfredo Mendes de Magalhães (continuação) (1870–1957) |                         | 16 de dezembro de 1918  | 27 de janeiro de 1919   |         | XVI Canto e Castro                                                                    |
| –                                        | José Alfredo Mendes de Magalhães (continuação) (1870–1957) | XVII Tamagnini Barbosa  | 16 de dezembro de 1918  | 27 de janeiro de 1919   |         |                                                                                       |
| –                                        | José Alfredo Mendes de Magalhães (continuação) (1870–1957) | XVIII Tamagnini Barbosa | 16 de dezembro de 1918  | 27 de janeiro de 1919   |         |                                                                                       |
| 18                                       | Domingos Leite Pereira (1882–1956) |                         | 27 de janeiro de 1919   | 30 de março de 1919     |         | XIX Relvas                                                                            |
| 19                                       | Leonardo José Coimbra (1883–1936) |                         | 30 de março de 1919     | 29 de junho de 1919     |         | XX Pereira                                                                            |
| 20                                       | Joaquim José Oliveira (1880–1935) |                         | 29 de junho de 1919     | 15 de janeiro de 1920   |         | XXI Sá Cardoso                                                                        |
| –                                        | Afonso de Melo Pinto Veloso (não empossado) (1878–1968) |                         | 15 de janeiro de 1920   | 15 de janeiro de 1920   |         | XXII Fernandes Costa (não empossado)                                                  |
| –                                        | Joaquim José Oliveira (reconduzido) (1880–1935) |                         | 15 de janeiro de 1920   | 21 de janeiro de 1920   |         | XXI Sá Cardoso                                                                        |
| 21                                       | João de Deus Ramos Júnior (1878–1953) |                         | 21 de janeiro de 1920   | 8 de março de 1920      |         | XXIII Pereira                                                                         |
| 22                                       | Vasco Borges (1882–1942) |                         | 8 de março de 1920      | 26 de junho de 1920     |         | XXIV Baptista (até 6 jun. 1920) Ramos Preto (desde 6 jun. 1920)                       |
| 23                                       | Augusto Pereira Nobre (1865–1946) |                         | 8 de março de 1920      | 19 de julho de 1920     |         | XXV Silva                                                                             |
| 24                                       | Francisco Gonçalves Velhinho Correia (interino) (1882–1943) |                         | 19 de julho de 1920     | 20 de julho de 1920     |         | XXVI Granjo                                                                           |
| 25                                       | Artur Octávio do Rego Chagas (1869–1944) |                         | 20 de julho de 1920     | 14 de setembro de 1920  |         | XXVI Granjo                                                                           |
| 26                                       | Felisberto Alves Pedrosa (interino) (1862–1937) |                         | 14 de setembro de 1920  | 21 de outubro de 1920   |         | XXVI Granjo                                                                           |
| 27                                       | Júlio Dantas (1876–1962) |                         | 21 de outubro de 1920   | 30 de novembro de 1920  |         | XXVI Granjo                                                                           |
| 27                                       | Júlio Dantas (1876–1962) | XXVII A. Castro         | 21 de outubro de 1920   | 30 de novembro de 1920  |         |                                                                                       |
| 28                                       | Augusto Pereira Nobre (2.ª vez) (1865–1946) |                         | 30 de novembro de 1920  | 2 de março de 1921      |         | XXVIII Pinto                                                                          |
| 29                                       | Júlio Augusto do Patrocínio Martins (1878–1922) |                         | 2 de março de 1921      | 23 de maio de 1921      |         | XXIX Machado                                                                          |
| 30                                       | Tomé José de Barros Queirós (interino) (1872–1926) |                         | 23 de maio de 1921      | 24 de maio de 1921      |         | XXX Barros Queirós                                                                    |
| 31                                       | António Ginestal Machado (1874–1940) |                         | 24 de maio de 1921      | 19 de outubro de 1921   |         | XXX Barros Queirós                                                                    |
| 31                                       | António Ginestal Machado (1874–1940) | XXXI Granjo             | 24 de maio de 1921      | 19 de outubro de 1921   |         |                                                                                       |
| –                                        | António Alberto Torres Garcia (não empossado) (1889–1937) |                         | 19 de outubro de 1921   | 22 de outubro de 1921   |         | XXXII Coelho                                                                          |
| 32                                       | Manuel Lacerda de Almeida (1890–1955) |                         | 22 de outubro de 1921   | 5 de novembro de 1921   |         | XXXII Coelho                                                                          |
| 33                                       | Francisco Alberto da Costa Cabral (1879–1946) |                         | 5 de novembro de 1921   | 16 de dezembro de 1921  |         | XXXIII Maia Pinto                                                                     |
| 34                                       | Alberto da Cunha Rocha Saraiva (1886–1946) |                         | 16 de dezembro de 1921  | 6 de fevereiro de 1922  |         | XXXIV Cunha Leal                                                                      |
| 35                                       | Augusto Pereira Nobre (3.ª vez) (1865–1946) |                         | 6 de fevereiro de 1922  | 30 de novembro de 1922  |         | XXXV Silva                                                                            |
| 36                                       | Leonardo José Coimbra (2.ª vez) (1883–1936) |                         | 30 de novembro de 1922  | 9 de janeiro de 1923    |         | XXXVI Silva                                                                           |
| 36                                       | Leonardo José Coimbra (2.ª vez) (1883–1936) | XXXVII Silva            | 30 de novembro de 1922  | 9 de janeiro de 1923    |         |                                                                                       |
| 37                                       | João José da Conceição Camoesas (1887–1951) |                         | 9 de janeiro de 1923    | 23 de junho de 1923     |         |                                                                                       |
| –                                        | António Maria da Silva (interino) (1872–1950) |                         | 23 de junho de 1923     | 2 de julho de 1923      |         |                                                                                       |
| –                                        | João José da Conceição Camoesas (continuação) (1887–1951) |                         | 2 de julho de 1923      | 15 de novembro de 1923  |         |                                                                                       |
| 38                                       | Manuel Soares de Melo e Simas (1870–1934) |                         | 15 de novembro de 1923  | 18 de dezembro de 1923  |         | XXXVIII Ginestal Machado                                                              |
| 39                                       | António Sérgio de Sousa Júnior (1883–1969) |                         | 18 de dezembro de 1923  | 28 de fevereiro de 1924 |         | XXXIX A. Castro                                                                       |
| 40                                       | Hélder Armando dos Santos Ribeiro (1883–1973) |                         | 28 de fevereiro de 1924 | 6 de julho de 1924      |         | XXXIX A. Castro                                                                       |
| 41                                       | António de Abranches Ferrão (1883–1932) |                         | 6 de julho de 1924      | 22 de novembro de 1924  |         | XL Rodrigues Gaspar                                                                   |
| 42                                       | António Joaquim de Sousa Júnior (2.ª vez) (1871–1938) |                         | 22 de novembro de 1924  | 15 de fevereiro de 1925 |         | XLI Domingues dos Santos                                                              |
| 43                                       | Rodolfo Xavier da Silva Júnior (1877–1949) |                         | 15 de fevereiro de 1925 | 1 de julho de 1925      |         | XLII Guimarães                                                                        |
| 44                                       | Eduardo Ferreira dos Santos Silva (1879–1960) |                         | 1 de julho de 1925      | 1 de agosto de 1925     |         | XLIII Silva                                                                           |
| 45                                       | João José da Conceição Camoesas (2.ª vez) (1887–1951) |                         | 1 de agosto de 1925     | 17 de dezembro de 1925  |         | XLIV Pereira                                                                          |
| 46                                       | Eduardo Ferreira dos Santos Silva (2.ª vez) (1879–1960) |                         | 17 de dezembro de 1925  | 29 de maio de 1926      |         | XLV Silva                                                                             |
| Segunda República (1926–1974)            | |                         |                         |                         |         |                                                                                       |
| #                                        | Ministro da Instrução Pública (Nascimento–Morte) | Retrato                 | Início do mandato       | Fim do mandato          | Governo | Governo                                                                               |
| Ditadura Militar (1926–1928)             | |                         |                         |                         |         |                                                                                       |
| –                                        | Junta de Salvação Pública composta por: José Mendes Cabeçadas Júnior (Presidente) Armando Humberto da Gama Ochoa Jaime Pereira Rodrigues Baptista Carlos de Jesus Vilhena                                                                       |                         | 29 de maio de 1926      | 30 de maio de 1926      |         | ——                                                                                    |
| 47                                       | José Mendes Cabeçadas Júnior (interino) (1883–1965) |                         | 30 de maio de 1926      | 1 de junho de 1926      |         | I Mendes Cabeçadas                                                                    |
| –                                        | Armando Humberto da Gama Ochoa (não empossado) (1877–1941) |                         | 1 de junho de 1926      | 3 de junho de 1926      |         | I Mendes Cabeçadas                                                                    |
| 48                                       | Joaquim Mendes dos Remédios (1867–1932) |                         | 3 de junho de 1926      | 19 de junho de 1926     |         | I Mendes Cabeçadas                                                                    |
| 48                                       | Joaquim Mendes dos Remédios (1867–1932) | II Gomes da Costa       | 3 de junho de 1926      | 19 de junho de 1926     |         |                                                                                       |
| 49                                       | Artur Ricardo Jorge (1886–1975) |                         | 19 de junho de 1926     | 22 de novembro de 1926  |         | II Gomes da Costa                                                                     |
| 49                                       | Artur Ricardo Jorge (1886–1975) | III Carmona             | 19 de junho de 1926     | 22 de novembro de 1926  |         |                                                                                       |
| 50                                       | José Alfredo Mendes de Magalhães (2.ª vez) (1870–1957) |                         | 22 de novembro de 1926  | 18 de abril de 1928     |         |                                                                                       |
| Ditadura Nacional (1928–1933)            | |                         |                         |                         |         |                                                                                       |
| 51                                       | Duarte José Pacheco (1900–1943) |                         | 18 de abril de 1928     | 10 de novembro de 1928  |         | IV Freitas                                                                            |
| 52                                       | Gustavo Cordeiro Ramos (1888–1974) |                         | 10 de novembro de 1928  | 8 de julho de 1929      |         | V Freitas                                                                             |
| 53                                       | Francisco Xavier da Silva Teles (1860–1930) |                         | 8 de julho de 1929      | 11 de setembro de 1929  |         | VI Ivens Ferraz                                                                       |
| 54                                       | Eduardo da Costa Ferreira (1888–1951) |                         | 11 de setembro de 1929  | 14 de novembro de 1929  |         | VI Ivens Ferraz                                                                       |
| 55                                       | Artur Ivens Ferraz (interino) (1870–1933) |                         | 14 de novembro de 1929  | 21 de dezembro de 1929  |         | VI Ivens Ferraz                                                                       |
| 56                                       | Victor Hugo Duarte Ribeiro de Lemos (1894–1959) |                         | 21 de dezembro de 1929  | 21 de janeiro de 1930   |         | VI Ivens Ferraz                                                                       |
| 57                                       | Gustavo Cordeiro Ramos (2.ª vez) (1888–1974) |                         | 21 de janeiro de 1930   | 11 de abril de 1933     |         | VII Oliveira                                                                          |
| 57                                       | Gustavo Cordeiro Ramos (2.ª vez) (1888–1974) | VIII Oliveira Salazar   | 21 de janeiro de 1930   | 11 de abril de 1933     |         |                                                                                       |
| Estado Novo (1933–1974)                  | |                         |                         |                         |         |                                                                                       |
| –                                        | Gustavo Cordeiro Ramos (2.ª vez continuação) (1888–1974) |                         | 11 de abril de 1933     | 24 de julho de 1933     |         | I Oliveira Salazar                                                                    |
| 58                                       | Alexandre Alberto de Sousa Pinto (1880–1982) |                         | 24 de julho de 1933     | 19 de junho de 1934     |         | I Oliveira Salazar                                                                    |
| 59                                       | Manuel Rodrigues Júnior (interino) (1889–1946) |                         | 19 de junho de 1934     | 23 de outubro de 1934   |         | I Oliveira Salazar                                                                    |
| 60                                       | Eusébio Barbosa Tamagnini de Matos Encarnação (1880–1972) |                         | 23 de outubro de 1934   | 18 de janeiro de 1936   |         | I Oliveira Salazar                                                                    |
| 61                                       | António Faria Carneiro Pacheco (1887–1957) |                         | 18 de janeiro de 1936   | 11 de abril de 1936     |         | II Oliveira Salazar                                                                   |
| #                                        | Ministro da Educação Nacional (Nascimento–Morte) | Retrato                 | Início do mandato       | Fim do mandato          |         | II Oliveira Salazar                                                                   |
| –                                        | António Faria Carneiro Pacheco (continuação) (1887–1957) |                         | 11 de abril de 1936     | 9 de março de 1939      |         | II Oliveira Salazar                                                                   |
| –                                        | Manuel Rodrigues Júnior (interino) (1889–1946) |                         | 9 de março de 1939      | 23 de março de 1939     |         | II Oliveira Salazar                                                                   |
| –                                        | António Faria Carneiro Pacheco (continuação) (1887–1957) |                         | 23 de março de 1939     | 28 de agosto de 1940    |         | II Oliveira Salazar                                                                   |
| 62                                       | Mário de Figueiredo (1890–1969) |                         | 28 de agosto de 1940    | 6 de setembro de 1944   |         | II Oliveira Salazar                                                                   |
| 63                                       | José Caeiro da Mata (1877–1963) |                         | 6 de setembro de 1944   | 4 de fevereiro de 1947  |         | II Oliveira Salazar                                                                   |
| 64                                       | Fernando Andrade Pires de Lima (1908–1973) |                         | 4 de fevereiro de 1947  | 7 de julho de 1955      |         | II Oliveira Salazar                                                                   |
| 65                                       | Francisco de Paula Leite Pinto (1902–2000) |                         | 7 de julho de 1955      | 4 de maio de 1961       |         | II Oliveira Salazar                                                                   |
| 66                                       | Manuel Lopes de Almeida (1900–1980) |                         | 4 de maio de 1961       | 4 de dezembro de 1962   |         | II Oliveira Salazar                                                                   |
| 67                                       | Inocêncio Galvão Teles (1917–2010) |                         | 4 de dezembro de 1962   | 19 de agosto de 1968    |         | II Oliveira Salazar                                                                   |
| 68                                       | José Hermano Saraiva (1919–2012) |                         | 19 de agosto de 1968    | 15 de janeiro de 1970   |         | II Oliveira Salazar                                                                   |
| 68                                       | José Hermano Saraiva (1919–2012) | III Caetano             | 19 de agosto de 1968    | 15 de janeiro de 1970   |         |                                                                                       |
| 69                                       | José Veiga Simão (1929–2014) |                         | 15 de janeiro de 1970   | 25 de abril de 1974     |         |                                                                                       |
| Terceira República (1974–presente)       | |                         |                         |                         |         |                                                                                       |
| #                                        | Ministro da Educação e Cultura (Nascimento–Morte) | Retrato                 | Início do mandato       | Fim do mandato          | Governo | Governo                                                                               |
| Junta de Salvação Nacional (1974)        | |                         |                         |                         |         |                                                                                       |
| –                                        | Junta de Salvação Nacional composta por: António Sebastião Ribeiro de Spínola (Presidente) Francisco da Costa Gomes Jaime Silvério Marques Manuel Diogo Neto Carlos Galvão de Melo José Baptista Pinheiro de Azevedo António Alva Rosa Coutinho |                         | 25 de abril de 1974     | 16 de maio de 1974      |         | ——                                                                                    |
| Governos Provisórios (1974–1976)         | |                         |                         |                         |         |                                                                                       |
| 70                                       | Eduardo Henriques da Silva Correia (1915–1991) |                         | 16 de maio de 1974      | 17 de julho de 1974     |         | I Prov. Palma Carlos                                                                  |
| 71                                       | Vitorino Barbosa de Magalhães Godinho (1918–2011) |                         | 17 de julho de 1974     | 29 de novembro de 1974  |         | II Prov. Gonçalves                                                                    |
| 71                                       | Vitorino Barbosa de Magalhães Godinho (1918–2011) | III Prov. Gonçalves     | 17 de julho de 1974     | 29 de novembro de 1974  |         |                                                                                       |
| 72                                       | Vasco dos Santos Gonçalves (interino) (1921–2005) |                         | 29 de novembro de 1974  | 4 de dezembro de 1974   |         |                                                                                       |
| –                                        | Rui dos Santos Grácio (por delegação de funções) (1921–1991) |                         | 29 de novembro de 1974  | 4 de dezembro de 1974   |         |                                                                                       |
| 73                                       | Manuel Rodrigues de Carvalho (1929–1999) |                         | 4 de dezembro de 1974   | 26 de março de 1975     |         |                                                                                       |
| 74                                       | José Emílio da Silva (1940–2024) |                         | 26 de março de 1975     | 19 de setembro de 1975  |         | IV Prov. Gonçalves                                                                    |
| 74                                       | José Emílio da Silva (1940–2024) | V Prov. Gonçalves       | 26 de março de 1975     | 19 de setembro de 1975  |         |                                                                                       |
| #                                        | Ministro da Educação e Investigação Científica (Nascimento–Morte) | Retrato                 | Início do mandato       | Fim do mandato          | Governo | Governo                                                                               |
| 75                                       | Vítor Manuel Rodrigues Alves (1935–2011) |                         | 19 de setembro de 1975  | 23 de julho de 1976     |         | VI Prov. Pinheiro de Azevedo                                                          |
| Governos Constitucionais (1976-Presente) | |                         |                         |                         |         |                                                                                       |
| 76                                       | Mário Augusto Sottomayor Leal Cardia (1941–2006) |                         | 23 de julho de 1976     | 30 de janeiro de 1978   |         | I Soares                                                                              |
| #                                        | Ministro da Educação e Cultura (Nascimento–Morte) | Retrato                 | Início do mandato       | Fim do mandato          | Governo | Governo                                                                               |
| –                                        | Mário Augusto Sottomayor Leal Cardia (continuação) (1941–2006) |                         | 30 de janeiro de 1978   | 29 de agosto de 1978    |         | II Soares                                                                             |
| 77                                       | Carlos Alberto Lloyd Braga (1928–1997) |                         | 29 de agosto de 1978    | 22 de novembro de 1978  |         | III Nobre da Costa                                                                    |
| #                                        | Ministro da Educação e Investigação Científica (Nascimento–Morte) | Retrato                 | Início do mandato       | Fim do mandato          | Governo | Governo                                                                               |
| 78                                       | Luís Francisco Valente de Oliveira (1937–) |                         | 22 de novembro de 1978  | 1 de agosto de 1979     |         | IV Mota Pinto                                                                         |
| #                                        | Ministro da Educação (Nascimento–Morte) | Retrato                 | Início do mandato       | Fim do mandato          | Governo | Governo                                                                               |
| 79                                       | Luís Eugénio Caldas Veiga da Cunha (1936–) |                         | 1 de agosto de 1979     | 3 de janeiro de 1980    |         | V Pintasilgo                                                                          |
| #                                        | Ministro da Educação e Ciência (Nascimento–Morte) | Retrato                 | Início do mandato       | Fim do mandato          | Governo | Governo                                                                               |
| 80                                       | Vítor Pereira Crespo (1932–2014) |                         | 3 de janeiro de 1980    | 4 de setembro de 1981   |         | VI Sá Carneiro (até 4 dez. 1980) Freitas do Amaral (desde 4 dez. 1980) (interino)     |
| 80                                       | Vítor Pereira Crespo (1932–2014) | VII Pinto Balsemão      | 3 de janeiro de 1980    | 4 de setembro de 1981   |         |                                                                                       |
| #                                        | Ministro da Educação e das Universidades (Nascimento–Morte) | Retrato                 | Início do mandato       | Fim do mandato          | Governo | Governo                                                                               |
| –                                        | Vítor Pereira Crespo (continuação) (1932–2014) |                         | 4 de setembro de 1981   | 12 de junho de 1982     |         | VIII Pinto Balsemão                                                                   |
| 81                                       | João José Rodiles Fraústo da Silva (1933–2022) |                         | 12 de junho de 1982     | 9 de junho de 1983      |         | VIII Pinto Balsemão                                                                   |
| #                                        | Ministro da Educação (Nascimento–Morte) | Retrato                 | Início do mandato       | Fim do mandato          | Governo | Governo                                                                               |
| 82                                       | José Augusto Baptista Lopes e Seabra (1937–2004) |                         | 9 de junho de 1983      | 15 de fevereiro de 1985 |         | IX Soares                                                                             |
| 83                                       | João de Deus Rogado Salvador Pinheiro (1945–) |                         | 15 de fevereiro de 1985 | 6 de novembro de 1985   |         | IX Soares                                                                             |
| #                                        | Ministro da Educação e Cultura (Nascimento–Morte) | Retrato                 | Início do mandato       | Fim do mandato          | Governo | Governo                                                                               |
| –                                        | João de Deus Rogado Salvador Pinheiro (continuação) (1945–) |                         | 6 de novembro de 1985   | 17 de agosto de 1987    |         | X Cavaco Silva                                                                        |
| #                                        | Ministro da Educação (Nascimento–Morte) | Retrato                 | Início do mandato       | Fim do mandato          | Governo | Governo                                                                               |
| 84                                       | Roberto Artur da Luz Carneiro (1947–) |                         | 17 de agosto de 1987    | 31 de outubro de 1991   |         | XI Cavaco Silva                                                                       |
| 85                                       | Diamantino Freitas Gomes Durão (1944–) |                         | 31 de outubro de 1991   | 19 de março de 1992     |         | XII Cavaco Silva                                                                      |
| 86                                       | António Fernando Couto dos Santos (1949–2025) |                         | 19 de março de 1992     | 7 de dezembro de 1993   |         | XII Cavaco Silva                                                                      |
| 87                                       | Maria Manuela Dias Ferreira Leite (1940–) |                         | 7 de dezembro de 1993   | 28 de outubro de 1995   |         | XII Cavaco Silva                                                                      |
| 88                                       | Eduardo Carrega Marçal Grilo (1942–) |                         | 28 de outubro de 1995   | 25 de outubro de 1999   |         | XIII Guterres                                                                         |
| 89                                       | Guilherme Waldemar Pereira de Oliveira Martins (1952–) |                         | 25 de outubro de 1999   | 14 de setembro de 2000  |         | XIV Guterres                                                                          |
| 90                                       | Augusto Ernesto Santos Silva (1956–) |                         | 14 de setembro de 2000  | 3 de julho de 2001      |         | XIV Guterres                                                                          |
| 91                                       | Júlio Domingos Pedrosa da Luz de Jesus (1945–) |                         | 3 de julho de 2001      | 6 de abril de 2002      |         | XIV Guterres                                                                          |
| 92                                       | José David Gomes Justino (1953–) |                         | 6 de abril de 2002      | 17 de julho de 2004     |         | XV Durão Barroso                                                                      |
| 93                                       | Maria do Carmo Félix da Costa Seabra (1955–) |                         | 17 de julho de 2004     | 12 de março de 2005     |         | XVI Santana Lopes                                                                     |
| 94                                       | Maria de Lurdes Reis Rodrigues (1956–) |                         | 12 de março de 2005     | 26 de outubro de 2009   |         | XVII Sócrates                                                                         |
| 95                                       | Maria Isabel Girão de Melo Veiga Vilar "Alçada" (1950–) |                         | 26 de outubro de 2009   | 21 de junho de 2011     |         | XVIII Sócrates                                                                        |
| #                                        | Ministro da Educação e Ciência (Nascimento–Morte) | Retrato                 | Início do mandato       | Fim do mandato          | Governo | Governo                                                                               |
| 96                                       | Nuno Paulo de Sousa Arrobas Crato (1952–) |                         | 21 de junho de 2011     | 30 de outubro de 2015   |         | XIX Passos Coelho                                                                     |
| 97                                       | Margarida Isabel Mano Tavares Simões Lopes (1963–) |                         | 30 de outubro de 2015   | 26 de novembro de 2015  |         | XX Passos Coelho                                                                      |
| #                                        | Ministro da Educação (Nascimento–Morte) | Retrato                 | Início do mandato       | Fim do mandato          | Governo | Governo                                                                               |
| 98                                       | Tiago Brandão Rodrigues (1977–) |                         | 26 de novembro de 2015  | 30 de março de 2022     |         | XXI Costa                                                                             |
| 98                                       | Tiago Brandão Rodrigues (1977–) | XXII Costa              | 26 de novembro de 2015  | 30 de março de 2022     |         |                                                                                       |
| 99                                       | João Miguel Marques da Costa (1972–) |                         | 30 de março de 2022     | 2 de abril de 2024      |         | XXIII Costa                                                                           |
| #                                        | Ministro da Educação, Ciência e Inovação (Nascimento–Morte) | Retrato                 | Início do mandato       | Fim do mandato          | Governo | Governo                                                                               |
| 100                                      | Fernando Manuel de Almeida Alexandre (1972–) |                         | 2 de abril de 2024      | presente                |         | XXIV Montenegro                                                                       |
| 100                                      | Fernando Manuel de Almeida Alexandre (1972–) | XXV Montenegro          | 2 de abril de 2024      | presente                |         |                                                                                       |

### Períodos em que a tutela do ensino superior foi integrada em ministério distinto (2002–2011; 2015–2024)
| # | Ministro da Ciência e Ensino Superior (Nascimento–Morte)             | Retrato        | Início do mandato      | Fim do mandato         | Governo | Governo           |
| - | -------------------------------------------------------------------- | -------------- | ---------------------- | ---------------------- | ------- | ----------------- |
| 1 | Pedro Augusto Lynce de Faria (1943–)                                 |                | 6 de abril de 2002     | 6 de outubro de 2003   |         | XV Durão Barroso  |
| 2 | Maria da Graça Martins da Silva Carvalho (1955–)                     |                | 6 de outubro de 2003   | 17 de julho de 2004    |         | XV Durão Barroso  |
| # | Ministro da Ciência, Inovação e Ensino Superior (Nascimento–Morte)   | Retrato        | Início do mandato      | Fim do mandato         | Governo | Governo           |
| – | Maria da Graça Martins da Silva Carvalho (continuação) (1955–)       |                | 17 de julho de 2004    | 12 de março de 2005    |         | XVI Santana Lopes |
| # | Ministro da Ciência, Tecnologia e Ensino Superior (Nascimento–Morte) | Retrato        | Início do mandato      | Fim do mandato         | Governo | Governo           |
| 3 | José Mariano Rebelo Pires Gago (1948–2015)                           |                | 12 de março de 2005    | 21 de junho de 2011    |         | XVII Sócrates     |
| 3 | José Mariano Rebelo Pires Gago (1948–2015)                           | XVIII Sócrates | 12 de março de 2005    | 21 de junho de 2011    |         |                   |
| # | Pasta do Ensino Superior                                             | Retrato        | Início do mandato      | Fim do mandato         | Governo | Governo           |
| – | Ensino Superior incluído na pasta da Educação                        |                | 21 de junho de 2011    | 26 de novembro de 2015 | ——      | ——                |
| # | Ministro da Ciência, Tecnologia e Ensino Superior (Nascimento–Morte) | Retrato        | Início do mandato      | Fim do mandato         | Governo | Governo           |
| 4 | Manuel Frederico Tojal de Valsassina Heitor (1958–)                  |                | 26 de novembro de 2015 | 30 de março de 2022    |         | XXI Costa         |
| 4 | Manuel Frederico Tojal de Valsassina Heitor (1958–)                  | XXII Costa     | 26 de novembro de 2015 | 30 de março de 2022    |         |                   |
| 5 | Elvira Maria Correia Fortunato (1964–)                               |                | 30 de março de 2022    | 2 de abril de 2024     |         | XXIII Costa       |
| # | Pasta do Ensino Superior                                             | Retrato        | Início do mandato      | Fim do mandato         | Governo | Governo           |
| – | Ensino Superior incluído na pasta da Educação                        |                | 2 de abril de 2024     | presente               | ——      | ——                |

### Lista de ministros da Educação ou do Ensino Superior vivos
| Nome                          | Mandato(s) | Idade              |
| ----------------------------- | ---------- | ------------------ |
| Luís Valente de Oliveira      | 1978–1979  | 87 anos e 348 dias |
| Luís Veiga da Cunha           | 1979–1980  | 89 anos e 179 dias |
| João de Deus Pinheiro         | 1985–1987  | 80 anos e 32 dias  |
| Roberto Carneiro              | 1987–1991  | 78 anos e 94 dias  |
| Diamantino Durão              | 1991–1992  | 81 anos e 66 dias  |
| Manuela Ferreira Leite        | 1993–1995  | 84 anos e 252 dias |
| Eduardo Marçal Grilo          | 1995–1999  | 83 anos e 185 dias |
| Guilherme de Oliveira Martins | 1999–2000  | 72 anos e 323 dias |
| Augusto Santos Silva          | 2000–2001  | 68 anos e 357 dias |
| Júlio Pedrosa                 | 2001–2002  | 79 anos e 339 dias |
| David Justino                 | 2002–2004  | 72 anos e 195 dias |
| Pedro Lynce                   | 2002–2003  | 82 anos e 187 dias |
| Maria da Graça Carvalho       | 2003–2005  | 70 anos e 125 dias |
| Maria do Carmo Seabra         | 2004–2005  | 70 anos e 197 dias |
| Maria de Lurdes Rodrigues     | 2005–2009  | 69 anos e 146 dias |
| Isabel Alçada                 | 2009–2011  | 75 anos e 75 dias  |
| Nuno Crato                    | 2011–2015  | 73 anos e 156 dias |
| Margarida Mano                | 2015       | 61 anos e 252 dias |
| Tiago Brandão Rodrigues       | 2015–2022  | 48 anos e 70 dias  |
| Manuel Heitor                 | 2015–2022  | 66 anos e 325 dias |
| João Costa                    | 2022–2024  | 52 anos e 281 dias |
| Elvira Fortunato              | 2022–2024  | 61 anos e 21 dias  |
| Fernando Alexandre            | 2024–      | 53 anos e 220 dias |